# 増田裕介
増田 裕介（ますだ ゆうすけ、1980年8月11日 - ）は、日本の男性総合格闘家。埼玉県越谷市出身。T・GRIP TOKYO 高田馬場所属。

## 来歴
レスリングの名門・埼玉栄高校入学を機にレスリングを始める。
大学卒業後の進路としてかつてより思い描いていた総合格闘技の道へ進むことを決意。大学時代の先輩の紹介でAACC（代表・阿部裕幸）に所属し本格的な格闘生活へ入る。2016年にT・GRIP TOKYO 高田馬場へ移籍。柔道整復師の資格を生かしてトレーナーもしている。
2005年4月17日、ゴールドジムで開催されたZST SWAT！ 01でプロデビュー戦を行い、KO勝利を収めた。
2006年6月3日、アメリカ合衆国で開催されたMixed Fighting Championship Usa vs Japanでマイケル・パットにTKO負け。
2006年9月27日、ブラジルで開催されたFury FC 1 Warlords Unleashedでディミトリー・ヴァンダレイにKO負け。
2009年4月29日、M-1Challenge 14 Japanの日本選抜の一員に選出される。
2010年9月3日、ポーランドで開催されたFAL 1 Nastula vs. Masudaでパウエル・ナツラにTKO負け。
2010年12月5日、ディファ有明で開催されたパンクラス Passion Tour 11で、福田雄平に勝利。
2011年10月28日、ディファ有明開催されたDEEP Cage Impact 2011 in Tokyoでノンタイトル戦ながらライトヘビー級王者・中西良行と対戦し、TKO負け。
2014年12月31日、2大会に渡り開催されたイノキ・ゲノム・フェデレーション IGF INOKI BOM-BA-YE 2014 チャレンジトーナメントで勝ち抜き優勝した。

## 戦績
| 総合格闘技 戦績 | 総合格闘技 戦績 | 総合格闘技 戦績 | 総合格闘技 戦績 | 総合格闘技 戦績 | 総合格闘技 戦績 | 総合格闘技 戦績 |
| --------------- | --------------- | --------------- | --------------- | --------------- | --------------- | --------------- |
| 20 試合         | (T)KO           | 一本            | 判定            | その他          | 引き分け        | 無効試合        |
| 6 勝            | 2               | 0               | 4               | 0               | 3               | 0               |
| 11 敗           | 5               | 2               | 4               | 0               | 3               | 0               |

| 勝敗 | 対戦相手                   | 試合結果                           | 大会名                                                 | 開催年月日     |
| ○    | 酒井リョウ                 | 5分1R終了 判定3-0                  | IGF INOKI BOM-BA-YE 2014 チャレンジトーナメント 決勝   | 2014年12月31日 |
| ○    | ℃-BOY                      | 5分1R終了 判定3-0                  | IGF INOKI BOM-BA-YE 2014 チャレンジトーナメント 準決勝 | 2014年12月31日 |
| ○    | 野尻和樹                   | 5分1R終了 判定3-0                  | IGF INOKI BOM-BA-YE 2014 チャレンジトーナメント 1回戦  | 2014年4月5日   |
| ×    | 中西良行                   | 5分2R 2R 0:33 TKO                  | Deep Cage Impact 2011 in Tokyo, 2nd Round              | 2011年10月28日 |
| ×    | 田中章仁                   | 5分2R終了 判定1-2                  | パンクラス Impressive Tour 3                           | 2011年4月3日   |
| ○    | 福田雄平                   | 5分2R終了 判定3-0                  | パンクラス Passion Tour 11                             | 2010年12月5日  |
| ×    | パウエル・ナツラ           | 1R 0:26 TKO                        | FAL 1 Nastula vs. Masuda                               | 2010年9月3日   |
| ×    | 井上俊介                   | 5分2R終了 判定1-2                  | DEEP 54 CAGE IMPACT NAGOYA                             | 2010年7月11日  |
| ×    | Christophe Daffreville     | 5分2R 1R 1:30 アームバー           | M-1 Challenge 18 - Netherlands Day One                 | 2009年8月15日  |
| ×    | マット・ソープ             | 5分2R 2R 1:20 リアネイキドチョーク | M-1 Challenge 14 Japan                                 | 2009年4月29日  |
| △    | 飛鷺輝                     | 5分2R終了 判定1-0                  | Deep Protect Impact 2008                               | 2008年12月22日 |
| ×    | Antoni Chmielewski         | 5分2R終了 判定0-3                  | KSW 9 Konfrontacja                                     | 2008年5月9日   |
| ○    | タロー・ジョイ             | 5分2R 1R 2:09 TKO                  | Smoker's The Smoker's Party 1                          | 2008年2月29日  |
| ×    | ディミトリー・ヴァンダレイ | 1R 0:38 KO                         | Fury FC 1 Warlords Unleashed                           | 2006年9月27日  |
| ×    | マイケル・パット           | 1R 0:20 TKO                        | MFC USA vs. Russia 3                                   | 2006年6月3日   |
| △    | 野津恒行                   | 5分1R終了 時間切れ                 | ZST                                                    | 2005年9月10日  |
| △    | 小谷野澄雄                 | 5分2R終了 時間切れ                 | ZST SWAT！ 02                                          | 2005年7月24日  |
| ×    | 渡辺悠太                   | 5分2R 1R 1:33 KO                   | ZST.7                                                  | 2005年5月3日   |
| ○    | 邨中一馬                   | 1R 0:05 KO                         | ZST SWAT！ 01                                          | 2005年4月17日  |

### アマチュア総合格闘技
| 勝敗 | 対戦相手     | 試合結果                      | 大会名                                                                                 | 開催年月日    |
| ○    | 奈良谷洋一郎 | 3分2R終了 ポイント9-1 3位入賞 | 第10回全日本コンバットレスリング選手権大会 ＋80kg級 【町田市総合体育館メインアリーナ】 | 2004年3月20日 |